# Джеймс Совербі
Джеймс Совербі (англ. James Sowerby; 1757—1822) — англійський ботанік та міколог, відомий ботанічний ілюстратор.

## Біографія
Джеймс Совербі народився в лондонському районі Ламбет 21 березня 1757 року в родині Джона Совербі та Арабелли Гудрід. Совербі вирішив стати художником, у 1777 році поступив у Королівську академію мистецтв. Згодом став викладати малювання та писати портрети. Незабаром Джеймс зацікавився ботанічною ілюстрацією та став вивчати ботаніку. Його помітили деякі відомі ботаніки, у 1786-1787 він створював ілюстрації для книги французького ботаніка Леритьє де Брютеля. У 1787 році Совербі познайомився з Вільямом Кертісом та став ілюструвати статті його журналу Botanical Magazine. У 1788 році Джеймс опублікував короткий посібник зі створення ботанічних малюнків. Також художник познайомився з Дж. Е. Смітом, Д. Тернером та В.Візерінгом. Разом зі Смітом він був автором 36-томної книги English Botany, перший том якої був виданий у 1790 році. У 1793 році Совербі став дійсним членом Лондонського Ліннеївського товариства. У 1797 році почала видаватися серія ілюстрацій грибів з описами Coloured figures of British fungi. Окрім ботаніки Совербі цікавився конхіологією та мінералогією. У 1807 році його було обрано членом Геологічного товариства.
Джеймс Совербі був одружений з Енн Бреттінгем де Карл, у них було 9 дітей. Двоє їхніх синів, Джордж Бреттінгем та Джеймс де Карл, також стали ботанічними та зоологічними художниками. У 1815 році Енн Бреттінгем померла, через п'ять років Джеймс одружився з Мері Кетрін Рейнолдс. Джеймс помер 25 жовтня 1822 року в Ламбеті.
Гербарні зразки і невидані рукописи та ілюстрації Совербі зберігаються в Музеї природознавства (BM), Единбурзькому ботанічному саду (E), Лондонському Ліннеївському товаристві (LINN) та Світовому музеї (Ліверпуль) (LIV).

## Окремі наукові праці
- Sowerby, J. (1788). A botanical drawing-book. 12 p., 6 pl.
- Sowerby, J. (1789—1791). Flora luxurians. 16 p., 18 pl.
- Sowerby, J. (1795—1815). Coloured figures of British fungi. 3 fasc., 400 pl.

### Ілюстрації

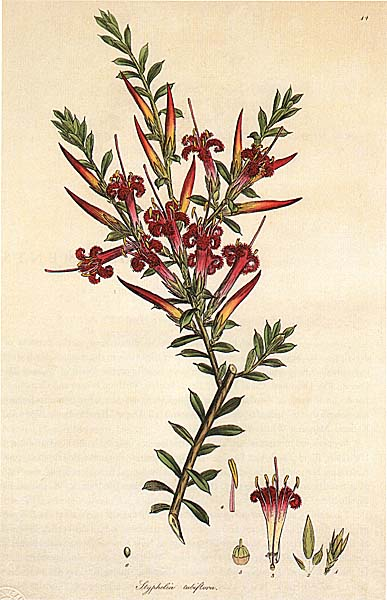
из A specimen of the botany of New Holland

- Lightfoot, J. (1777). Flora scotica.
- Curtis, W. (1777). Linnaeus's System of Botany. 3 pl.
- Curtis, W. (1775—1798). Flora Londinensis. 51 pl.
- L'Héritier de Brutelle, C.L. (1785—1791). Stirpes novae. 1 pl.
- Withering, W. (1785). An account of the foxglove.
- Relhan, R. (1785). Flora cantabrigensis. 7 pl.
- Dickson, J. (1785—1801). Fasciculi plantarum cryptogamicarum brittaniae.
- L'Héritier de Brutelle, C.L. (1787—1792). Geraniologia. 6 pl.
- Driver, A.; Driver, W. (1788). The pomona britanica. 8 pl.
- L'Héritier de Brutelle, C.L. (1789—1791). Sertum anglicum. 10 pl.
- Aiton, W. (1789). Hortus kewensis. 3 pl.
- Smith, J.E. (1790—1791). Plantarum icones hactenus ineditae. 2 pl.
- Smith, J.E. (1790—1792). Icones pictae plantarum rariorum descriptionibus et observationibus illustratae. 18 pl.
- Woodville, W. (1790—1793). Medical botany. 274 pl.
- Smith, J.E.; Sowerby, J. English botany.
- Salisbury, R.A. (1791). Icones stirpium rariorum. 20 pl.
- Smith, J.E. (1792). Spicilegium botanicum. 24 pl.
- Smith, J.E. (1793—1795). A specimen of the botany of New Holland. 16 pl.
- Fraser, J. Thalia dealbata. 1 pl.
- Thornton, R.J. (1799). New illustration of the sexual system of C. von Linnaeus. 1 pl.
- Lambert, A.B. (1803—1825). Description of the Genus Pinus. 10 pl.
- Smith, J.E.; Sowerby, J. (1804—1808). Exotic Botany. 120 pl.
- Sibthorp, J.; Smith, J.E. Flora graeca.
- Smith, J.E. (1807). An introduction to physiological and systematical botany. 15 pl.
- Keith, P. (1816). A system of physiological botany. 9 pl.
- Graves, G. (1822—1833). A monograph of the British grasses. 48 pl.

## Роди, названі на честь Дж. Совербі
- Sowerbaea Sm., 1798
- Sowerbyella Nannf., 1938